# Can Jofresa
Can Jofresa és un conjunt de blocs d'habitatges que conforma un barri de Terrassa, a la part occidental del districte 3 o del Sud, situat vora la carretera de Rubí i prop del marge esquerre de la riera del Palau. Té una superfície de 0,32 km² i una població de 1.978 habitants el 2021. Porta el nom del mas de Can Jofresa de les Hortes, del segle xv, que s'alçava al sud del barri i fou enderrocat cap al final de la dècada del 1970.
Està limitat al nord per l'avinguda de Santa Eulàlia, a l'oest per la carretera de Rubí (BP-1503), al sud per l'avinguda del Tèxtil i a l'est per l'avinguda de Can Jofresa, a l'altra banda de la qual s'estén el polígon industrial de Santa Margarida i el complex comercial i d'oci anomenat Parc Vallès.
Depèn de la parròquia de Sant Valentí, al barri del Segle XX, si bé hi ha un centre de culte (Santa Eulàlia) al carrer d'Igualada. La festa major és la segona setmana de juny.
Disposa d'un centre d'assistència primària (CAP Terrassa Sud, a l'avinguda de Santa Eulàlia), dos instituts d'ensenyament secundari (IES Can Jofresa i IES Santa Eulàlia) i una zona esportiva.

## Història
El barri ocupa les terres del mas de Can Bosc de Basea i part de les de Can Jofresa, que li ha donat nom i a les terres del qual s'alça el complex esportiu. Aquests terrenys són rics en troballes arqueològiques, que donen fe de l'ocupació d'aquesta àrea en època romana, sobretot pels volts de l'antic Can Bosc de Basea, masia també del segle xv que es va enderrocar quan es van construir els blocs de pisos a començament dels anys 70 del segle xx. El barri va néixer, doncs, amb aquests 24 blocs que inclouen un total de 825 pisos, promoguts per l'Institut Nacional de l'Habitatge, que en un principi eren coneguts com els pisos de la carretera de Rubí. Can Jofresa es va revitalitzar amb la construcció de la zona esportiva, inaugurada el 1990, i els dos instituts d'ensenyament mitjà, que apleguen un bon nombre d'estudiants de la part sud de la ciutat.